# Prisomera spinicollis
Prisomera spinicollis är en insektsart som beskrevs av Gray, G.R. 1835. Prisomera spinicollis ingår i släktet Prisomera och familjen Phasmatidae. Inga underarter finns listade i Catalogue of Life.